# Lichtensia viburni
Lichtensia viburni är en insektsart som beskrevs av Victor Antoine Signoret 1873. Lichtensia viburni ingår i släktet Lichtensia och familjen skålsköldlöss. Inga underarter finns listade i Catalogue of Life.